# Stazione di Arenzano (1868)
La stazione di Arenzano fu la prima stazione ferroviaria che servì il comune di Arenzano. Era situata sul tracciato a binario semplice da Cava Lupara a Cogoleto, soppresso nel 1968 e sostituito da un nuovo tratto a doppio binario prevalentemente in galleria sul quale si trova il nuovo impianto in funzione.

## Storia

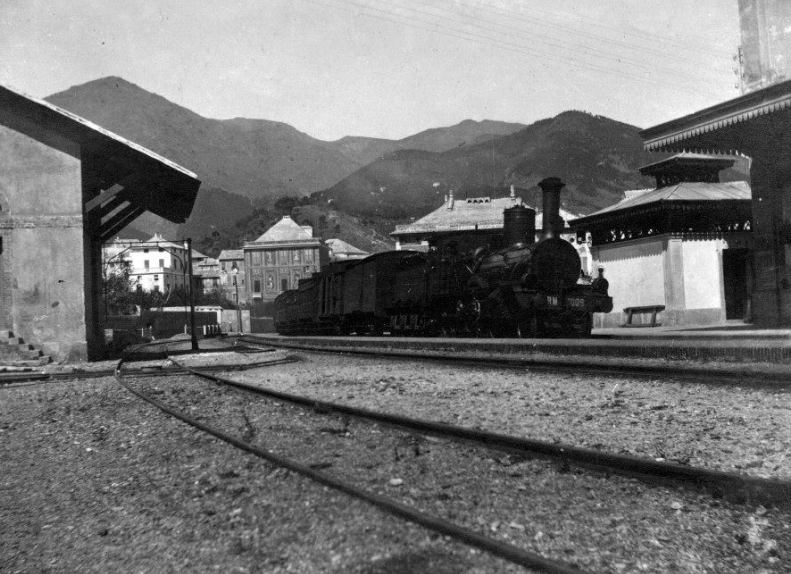
Vista del piazzale binari con locomotiva a vapore di SFM

La stazione venne inaugurata il 25 maggio 1868 in concomitanza con l'apertura del tronco da Voltri a Savona della linea Genova-Ventimiglia.
Nel 1905 vennero stanziate 600.000 lire per la sistemazione della stazione.
Il 1º settembre 1916 venne attivato l'esercizio a trazione elettrica, a corrente alternata trifase; essa venne sostituita dalla corrente continua nel maggio del 1964.
Il 22 dicembre del 1957, alle ore 23:00 circa vi fu un grave incidente tra il rapido Milano-Ventimiglia e il direttissimo Nizza-Roma.
All'apertura della nuova stazione il vecchio impianto, un secolo dopo l'apertura, venne dismesso insieme a tutto il vecchio tracciato.

## Strutture e impianti

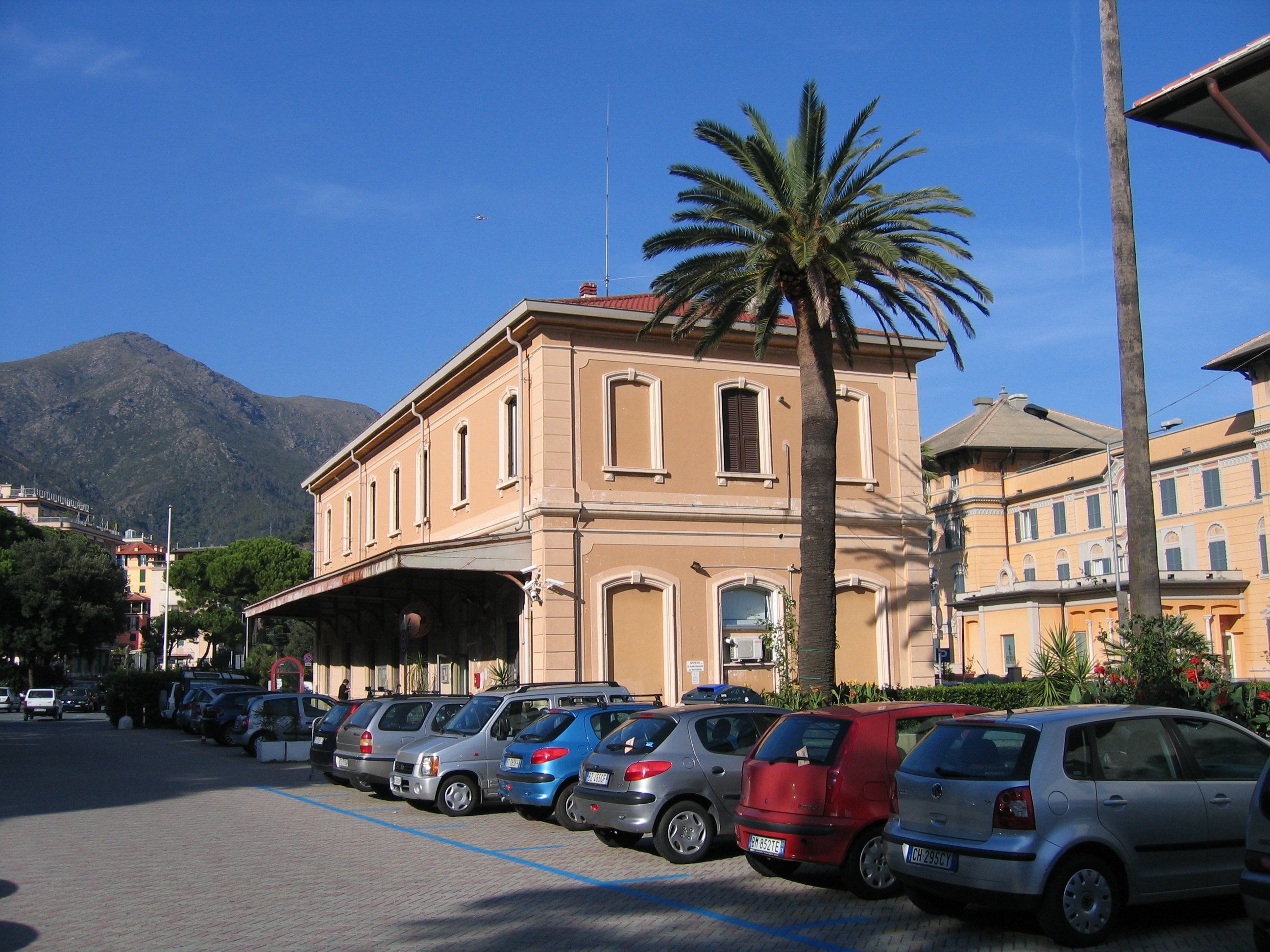
Il fabbricato viaggiatori nel 2007

La stazione disponeva di un fabbricato viaggiatori, di uno scalo merci costituito da un piano caricatore, un magazzino. La stazione possedeva in totale quattro binari, due di circolazione e dotati di banchine per il servizio viaggiatori e altri due per lo scalo merci (di cui uno accessibile tramite un binario perpendicolare collegato tramite due piattaforme girevoli). Vi era anche un piccolo fabbricato posto lato Genova adibito ai servizi igienici.
In seguito alla soppressione vennero effettuati lavori di smantellamento di tutto il piazzale binari. Il solo fabbricato viaggiatori venne riconvertito come sede del comando di polizia locale di Arenzano e come sede della croce rossa italiana. Il sedime venne riconvertito ad area pedonale e il tracciato verso Cogoleto venne riconvertito ad uso ciclabile per la pista ciclabile della Riviera Ligure.